# Sucho (film, 2024)
Sucho je český hraný film režiséra Bohdana Slámy z roku 2024, který vznikl v česko-německo-slovenské koprodukci. Odehrává se na venkově v prostředí Moravského Toskánska.   Režisér ve filmu otevírá důležitá temata jako klimatická krize, generační konflikty a environmentální etiku formou rodinné ságy. Hlavním tématem jsou spory mezi dvěma rodinami, které mají odlišné přístupy k životu a hospodaření. Do napjatých vztahů zasáhne láska dětí z jednotlivých rodin, což vede k dalším konfliktům a nutí postavy přehodnotit své postoje. Film získal smíšené recenze a oceňovány jsou především herecké výkony.

## Děj filmu
Snímek sleduje dva sousedské klany, žijící v jihomoravské oblasti zvané Moravské Toskánsko, a dva různé přístupy k životu. Josef nutí svou rodinu žít alternativně bez elektřiny a technologií a s důrazem na udržitelný život v souladu s přírodou. Je se třemi dětmi doma, zatímco manželka pracuje jako krmička prasat u agropodnikatele Viktora. Ten jde ve šlépějích svého dominantního otce a vyznává zcela jiné hodnoty než Josef. Nehledí na ekologická rizika, dlouhodobější perspektivu ani celkovou udržitelnost a půda je pro něj pouze nástrojem pro dosažení maximálního zisku. K Viktorovi přijíždí z Prahy na prázdniny jeho osmnáctiletý syn Míra, který se zamiluje do Josefovy šestnáctileté dcery Žofky. Do napjatých vztahů dvou dominantních otců tak zasáhne láska vlastních dětí a jejich společenská rebelie, která oba otce konfrontuje.

## Obsazení
| Herec               | Role                       |
| ------------------- | -------------------------- |
| Martin Pechlát      | ekofarmář Josef            |
| Dorota Šlajerová    | Josefova dcera Žofka       |
| Marek Daniel        | majitel agropodniku Viktor |
| Tomas Sean Pšenička | Viktorův syn Míra          |
| Magdaléna Borová    | Josefova žena Eva          |
| Judit Pecháček      | Miluška                    |
| Bolek Polívka       | Viktorův otec              |
| Gabriela Míčová     | Alena                      |

## Ohlasy
Recenze filmu jsou smíšené, někteří vyzdvihují herecké výkony a romantické vyobrazení vesnického života, jiní kritizují schematičnost a přílišný patos.